# エルジェ (小惑星)
エルジェ (1652 Herge) は、小惑星帯にある小惑星である。
1953年8月9日にベルギーの天文学者シルヴァン・アランがウックルのベルギー王立天文台で発見した。
『タンタンの冒険旅行』の作者のベルギーの漫画家エルジェに因んで命名された。